# 25 mars 2011
Le vendredi 25 mars 2011 est le 84e jour de l'année 2011.

## Décès
- Ariane Ségal (née le 24 novembre 1917), productrice et éditrice de disques française
- Jean Royer (né le 31 octobre 1920), homme politique français
- Kei Mitsuuchi (né le 19 décembre 1948), peintre japonais
- Maria Isakova (née le 5 juillet 1918), patineuse de vitesse russe
- Michele Sovente (né le 28 mars 1948), poète italien
- Thomaz Jorge Farkas (né le 17 octobre 1924), professeur d'université et chercheur actif au Brésil

## Événements
- Création du parti politique polonais Nowa Prawica
- Sortie du jeu vidéo Crysis 2
- Sortie de l'album Femme Fatale de Britney Spears
- Sortie de l'album Forevermore du groupe Whitesnake
- Sortie du jeu vidéo IL-2 Sturmovik: Cliffs of Dover
- Sortie de l'album In Paradisum du groupe Symfonia
- Sortie de la console portable Nintendo 3DS
- Sortie du jeu vidéo Pilotwings Resort
- Sortie du single Planetary du groupe My Chemical Romance
- Sortie de l'album Screaming Bloody Murder du groupe Sum 41
- Création du service interarmées des munitions en France
- Sortie du film québécois Sucker Punch
- Sortie du jeu vidéo Tom Clancy's Ghost Recon: Shadow Wars
- Création du logiciel Tomahawk
- Sortie du téléfilm Tomb Raider: Anniversary
- Sortie du téléfilm Zack et Cody, le film